# 본페로니 교정
본페로니 교정(영어: Bonferroni correction)은 다중 비교에서 생길 수 있는 오류를 보정하는 방법이다. 이탈리아의 수학자 카를로 에밀리오 본페로니의 이름을 따 명명되었다.
통계추론에서 관측 데이터에 대해 귀무가설이 성립할 확률이 낮을 경우 귀무가설을 기각함으로써 대립가설을 채택한다. 이때, 검정하는 가설의 숫자가 늘어나면 귀무가설이 기각될 확률이 낮더라도 기각될 가능성 더욱 늘어나게 된다. 이와 같은 경우, 귀무가설이 참임에도 불구하고 기각하는 제1종 오류가 발생한다. 이와 같은 오류를 보정하기 위해서 여러개의 가설들에 대해서 최소한 하나의 제1종오류가 발생할 가능성(familywise error rate; FWER)을 계산해 보정할 수 있다. 예를 들어 n개의 독립 혹은 비독립의 가설을 검정할 경우, 유의확률을 1/n로 낮추어 검정하는 것이다.

## 참고 문헌
- Dunnett, C. W. (1955). A multiple comparisons procedure for comparing several treatments with a control. Journal of the American Statistical Association, 50, 1096-1121.